# Edificio Reforma 90
La Torre Reforma 90 es un proyecto de rascacielos ubicado en Avenida Paseo de la Reforma #90, colonia Juárez, alcaldía Cuauhtémoc, en la Ciudad de México, contaría con cuatro elevadores (ascensores), sería uno de los edificios más modernos del Paseo de la Reforma. 

## La Forma
- Su altura sería de 151.2 metros y tendría 40 pisos.

- El área total del rascacielos es: 67,000 m².

- La altura de piso a techo es de 3 metros y en los penthouses, 5.8 metros.

## Detalles Importantes
- Su uso sería exclusivamente residencial.

- Su construcción comenzó a finales de 2007 y se detuvo en 2011.

- Contaría con 5 niveles subterráneos.

- Debido a la zona en que se encontraría que es de alto riesgo, contaría con 50 amortiguadores sísmicos y 48 pilotes de concreto que penetrarían a 60 metros superando el relleno pantanoso del lugar de donde se encontraría.

- Los materiales que se están usando para construir este rascacielos son: hormigón reforzado, acero, aluminio y vidrio.

- Cabe destacar que el Edificio Reforma 90 sería de los nuevos edificios del Paseo de la Reforma junto con, Edificio Reforma 222 Torre 1, Reforma 222 Centro Financiero, Edificio Reforma 243, Torre Magenta, Torre Florencia, Torre HSBC, Torre Libertad, Torre Reforma.

- Estaría a tan solo unos metros del Edificio Reforma 222 Torre 1, Reforma 222 Centro Financiero, Torre del Caballito, Edificio El Moro, Torre Prisma, Edificio Fiesta Americana, Torre Contigo, Torre Latinoamericana y Edificio Reforma Avantel.

- Sería uno de los rascacielos más seguros de Latinoamérica.

- Antiguamente el espacio donde se pretendía construir era ocupado por un edificio de 11 pisos.

- Sería considerado un edificio inteligente, debido a que el sistema de luz es controlado por un sistema llamado B3, al igual que el de Torre Mayor, Torre Ejecutiva Pemex, World Trade Center México, Torre Altus, Arcos Bosques, Arcos Bosques Corporativo, Torre Latinoamericana, Edificio Reforma 222 Torre 1, Haus Santa Fe, Edificio Reforma Avantel, Residencial del Bosque 1, Residencial del Bosque 2, Torre del Caballito, Torre HSBC, Panorama Santa fe, City Santa Fe Torre Amsterdam, Santa Fe Pads, St. Regis Hotel & Residences, Torre Lomas.

- Edificio Reforma 90 junto con Reforma 222 Financiero y Torre HSBC son los primeros de su tipo en edificios amigables con el medio ambiente en América Latina ya que reduce el consumo eléctrico y de aguas, que incluye equipo sanitario de bajo consumo, colectores pluviales, una planta de tratamiento de aguas residuales además de un uso eficiente de agua no potable.

- La construcción de este edificio ha tenido retrasos, ya que desde 2011 se detuvieron las obras.

## Datos clave
- Altura - 151.2 metros.
- Espacio de oficinas - 67,000 metros cuadrados.
- Pisos- 5 niveles subterráneos de estacionamiento en los 45 niveles totales.
- Condición: 	Cancelado.